# Farmakodinamika
Farmakodinamika je veda, ki preučuje učinke zdravil na organizem ter mehanizme njihovega delovanja in ugotavlja razmerje med koncentracijo zdravila in učinkom. Za farmakodinamiko lahko poenostavljeno rečemo, da preučuje, kako zdravilo deluje na telo, medtem ko farmakokinetika ugotavlja, kako telo deluje na zdravilo.

## Učinek na organizem
Večina zdravil deluje tako, da:
- oponaša ali zavira normalen fiziološki/biokemični proces v organizmu,
- zavira patofiziološki proces v organizmu ali
- zavira vitalne procese zunanjih ali notranjih zajedavcev ali mikrobov.

Poznamo 5 glavnih vrst učinkov:
- zaviralni učinek
- spodbujevalni učinek
- uničevanje celic (citotoksičen učinek)
- iritacija (draženje)
- nadomeščanje (na primer nadomeščanje insulina)

### Biološke tarče
Molekule zdravila dosežejo svoj učinek z delovanjem na biološke tarče (receptorje v širšem pomenu besede), ki so lahko:
- celična membrana
- encim
- strukturna beljakovina
- prenašalec
- ionski kanalček
- receptor (v ožjem pomenu)

Lahko pa zdravilo neposredno posega v biokemijsko reakcijo, ki poteka v organizmu. Nekatera zdravila pa dosegajo svoj učinek zgolj z mehanskim delovanjem (na primer adsorpcija toksinov na aktivno oglje, vezava kovinskih ionov na kelatorje ...).